# Nomada interruptella
Nomada interruptella är en biart som beskrevs av Fowler 1902. Nomada interruptella ingår i släktet gökbin, och familjen långtungebin. Inga underarter finns listade i Catalogue of Life.